# Strada statale 117 bis Centrale Sicula
La strada statale 117 bis Centrale Sicula (SS 117 bis) è una strada statale italiana che collega le città di Enna e Gela passando per Piazza Armerina.
La strada non è direttamente collegata alla strada statale 117 Centrale Sicula ma ne costituisce l'ideale prosecuzione verso sud. La strada è impropriamente chiamata "Scorrimento veloce Gela-Catania" perché considerata parte integrante della SS417.

## Descrizione

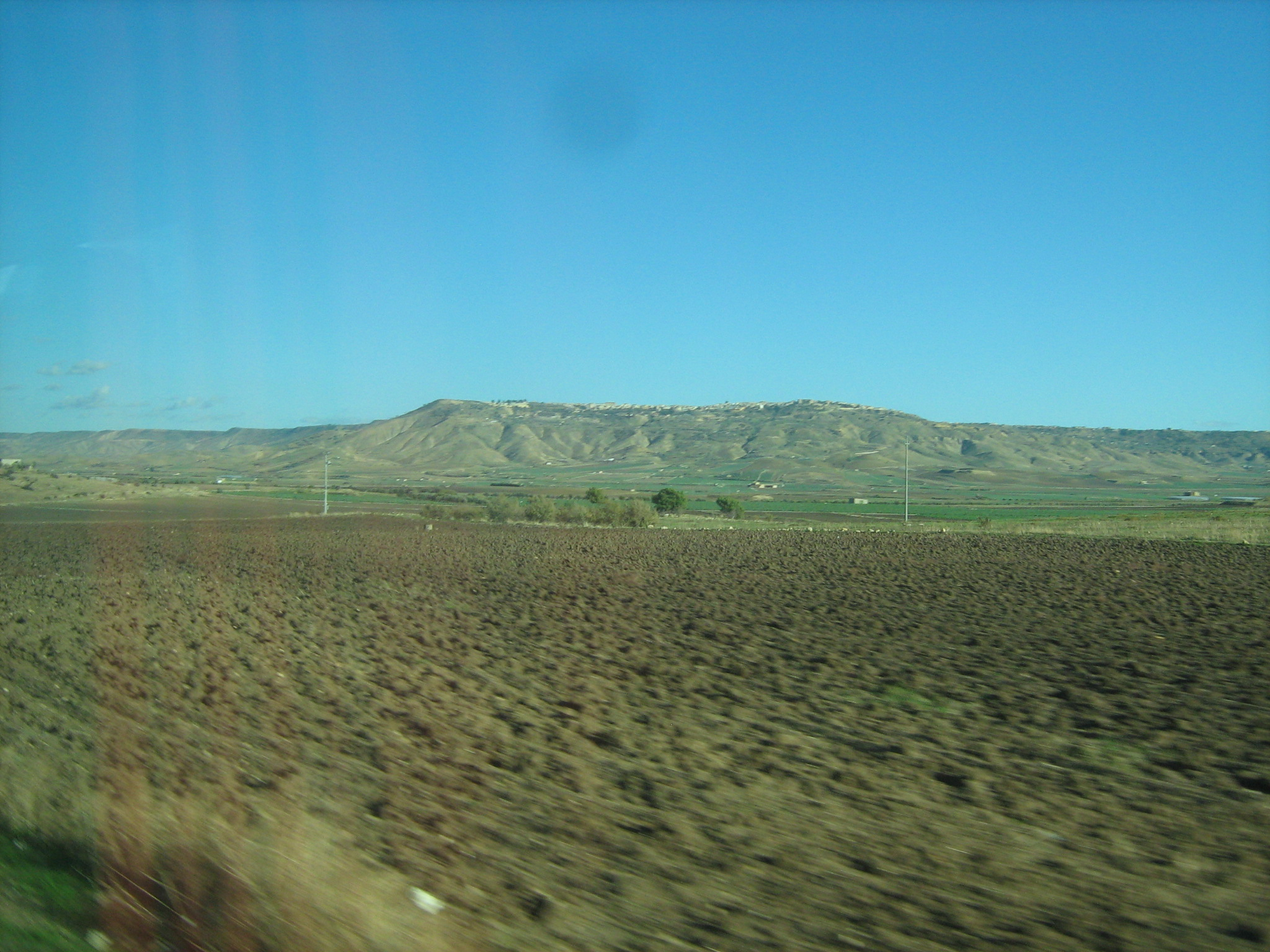
La cittadina di Niscemi vista dalla Centrale Sicula.

La strada ha origine in una zona di intersezione tra alcune importanti arterie della Sicilia centrale, ovvero la strada statale 121 Catanese, la strada statale 290 di Alimena, l'A19 Palermo-Catania e la strada statale 192 della Valle del Dittaino a valle della città di Enna.
Attraversata Enna Bassa, la strada costituisce il principale asse di viabilità ordinaria per Caltanissetta fino all'innesto, senza soluzione di continuità, sulla strada statale 122 Agrigentina. Questa prosegue per Caltanissetta, mentre la strada statale 117 bis, con un percorso stretto e tortuoso, interessato da un traffico esclusivamente locale, giunge all'innesto con la direttrice nord-sud Santo Stefano di Camastra-Gela, di cui rappresenta il tratto finale verso sud.
Lungo tale tratto la strada tocca Piazza Armerina e le importanti intersezioni con la strada statale 124 Siracusana, la strada statale 417 di Caltagirone per Caltagirone e Catania e la strada statale 190 delle Solfare per Riesi e Canicattì. Termina infine a Gela dove si innesta sulla strada statale 115 Sud Occidentale Sicula alle porte della città.

### Tabella percorso
| Centrale Sicula |                                                            |      |           |
| Tipo            | Indicazione                                                | km   | Provincia |
|                 | Quadrivio della Misericordia Catanese per Stazione di Enna | 0,0  | EN        |
|                 | Palermo-Catania (Svincolo di Enna)                         | 0,9  | EN        |
|                 | della Valle del Dittaino                                   |      | EN        |
|                 | Enna Bassa Pergusina per Enna                              |      | EN        |
|                 | Bivio Benesiti Agrigentina                                 |      | EN        |
|                 | Bivio Ramata Pergusina per Barrafranca                     |      | EN        |
|                 | per Valguarnera Caropepe                                   |      | EN        |
|                 | Bivio Madonna della Noce di Aidone                         | 43,5 | EN        |
|                 | Piazza Armerina Nord di Aidone                             | 45,1 | EN        |
|                 | Piazza Armerina Sud                                        | 49,6 | EN        |
|                 | C.da Colla - C.da Scarante                                 | 50,7 | EN        |
|                 | C.da Camemi                                                | 55,2 | EN        |
|                 | per San Cono                                               | 58,2 | EN        |
|                 | per Mirabella Imbaccari                                    | 60,0 | CT        |
|                 | Bivio Gigliotto Siracusana per San Cono                    | 61,2 | CT        |
|                 | Mazzarino-Cimia per Mazzarino                              | 63,4 | CL        |
|                 | di Caltagirone                                             | 73,2 | CL        |
|                 | per Niscemi                                                |      | CL        |
|                 | Bivio Ponte Olivo per Caltanissetta per Niscemi            |      | CL        |
|                 | per Stazione di Butera                                     |      | CL        |
|                 | per Caltanissetta, Licata                                  |      | CL        |
|                 | Gela Sud Occidentale Sicula                                | 91,8 | CL        |